# ビー・ヒア
| 専門評論家によるレビュー | 専門評論家によるレビュー |
| レビュー・スコア         | レビュー・スコア         |
| 出典                     | 評価                     |
| ------------------------ | ------------------------ |
| Allmusic                 | [ 1 ]                    |
| Rolling Stone            | [ 2 ]                    |
| Entertainment Weekly     | B                        |

『ビー・ヒア』 (英語: Be Here) は、ニュージーランド生まれのオーストラリア人カントリー歌手キース・アーバンの4枚目のスタジオ・アルバム。2004年9月21日、アメリカ合衆国でキャピトル・ナッシュビルからリリースされた。400万枚を売り上げ、自身の最高売上となっただけでなく、アメリカ国内におけるオーストラリア人アーティスト最高売上となった。
『ビルボード』誌のカントリー・チャートにおいて、シングルカットされた『Days Go By 』、『Making Memories of Us 』、『Better Life 』の3曲が第1位を獲得し、『You're My Better Half 』と『Tonight I Wanna Cry 』の2曲が第2位を獲得した。『Live to Love Another Day 』はシングル化されていないにもかかわらず第48位にランクインした。

## 詳細
ロドニー・クロウェル作曲の『Making Memories of Us 』は元々2003年のトレイシー・バードのアルバム『The Truth About Men 』に収録されていた。2004年、クロウェルは自身のバックバンドであるノートリアス・チェリー・ボムズと共にアルバム『The Notorious Cherry Bombs 』にこの曲を収録した。アーバンは収録曲のうち9曲を作曲した。『God's Been Good to Me 』と『Live to Love Another Day 』を自身でプロデュースし、他の曲はダン・ハフと共にプロデュースした。
『Country Comfort 』はエルトン・ジョンのアルバム『エルトン・ジョン3』の『故郷は心の慰め』をカバーしたものである。

## 批評
オールミュージック、BBC、『エンターテインメント・ウィークリー』、『ローリング・ストーン』から好意的な評価を得た。収録曲『Days Go By 』、『Making Memories of Us 』、『Tonight I Want to Cry 』の3曲がAll Aboutが選ぶ「アーバン・トップ10」にランクインした。
このアルバムは第47回グラミー賞カントリー・アルバム賞にノミネートされた。

## 認定
2009年7月現在アメリカ国内だけで3,639,000を売り上げ、アメリカレコード協会(RIAA)からプラチナ4倍認定され、アーバンにとってアルバム最高売上となっている。またカナダのアルバム・チャートで第8位、『ビルボード』誌のカントリー・アルバム・チャートで第1位、総合チャートで第3位を獲得した。

## カバー
2種類のカバーが存在する。1つめは2005年のコンピレーション・アルバム『Days Go By 』にも取り上げられた、喫茶店の席についているアーバンのカラー写真である。2つめはオーストラリア盤でアーバンが車を運転している白黒写真である。

## 収録曲
| #   | タイトル                     | 作詞・作曲                                     | 時間 |
| --- | ---------------------------- | ---------------------------------------------- | ---- |
| 1.  | 「Days Go By」               | キース・アーバン、モンティ・パウエル           | 3:44 |
| 2.  | 「Better Life」              | アーバン、リチャード・マークス                 | 4:43 |
| 3.  | 「Making Memories of Us」    | ロドニー・クロウエル                           | 4:11 |
| 4.  | 「God's Been Good to Me」    | アーバン                                       | 3:38 |
| 5.  | 「The Hard Way」             | リヴァーズ・ラザフォード、ゴーディ・サンプソン | 4:37 |
| 6.  | 「You're My Better Half」    | アーバン、ジョン・シャンクス                   | 4:12 |
| 7.  | 「I Could Fly」              | アーバン、シャンクス                           | 5:19 |
| 8.  | 「Tonight I Wanna Cry」      | アーバン、パウエル                             | 4:19 |
| 9.  | 「She's Gotta Be」           | アーバン、パウエル                             | 4:52 |
| 10. | 「Nobody Drinks Alone」      | マトレカ・バーグ、ジム・コリンズ               | 5:21 |
| 11. | 「Country Comfort」          | エルトン・ジョン、バーニー・トーピン           | 4:23 |
| 12. | 「Live to Love Another Day」 | アーバン、ダレル・ブラウン                     | 3:29 |
| 13. | 「These Are the Days」       | アーバン、パウエル                             | 2:49 |

| #  | タイトル                       | 作詞                                             | 作曲・編曲                                       | 時間 |
| -- | ------------------------------ | ------------------------------------------------ | ------------------------------------------------ | ---- |
| 1. | 「You (Or Somebody Like You)」 | サンプソン、ブレア・ダリー、トロイ・ヴァージェス | サンプソン、ブレア・ダリー、トロイ・ヴァージェス | 4:51 |

## 演奏者
姓のアルファベット順で記載する。
- ティム・エイカース – アコーディオン(曲番1、7)、キーボード(1-3、6-7、10)、ハモンド・オルガン(9)、ピアノ(3)
- チャーリー・ビシャレット – ヴァイオリン(8-9)
- ブルース・ボートン – ドブロ・ギター(9)、スティール・ギター(11)
- ポール・バックマスター – 弦楽指揮、弦楽アレンジ(8-9)
- デイス・バファム – ヴィオラ(8-9)
- トム・ブコヴァック – アコースティック・ギター(12)、エレクトリック・ギター(2-7, 10)、スライド・ギター(7)、ワウワウ・ギター(7)、その他のギター(1, 3, 8-9, 11, 13)
- ポール・バシェル – ベース・ギター(3, 5, 9, 11)
- マット・チェンバレン – ドラム(3, 5, 9, 11)、パーカッション(3, 5, 9)
- ラリー・コーベット – チェロ(8-9)
- エリック・ダークン – パーカッション(1-2, 6-8, 10-11, additional: 3)
- ブルース・デュコイ – ヴァイオリン(8-9)
- マット・フューンズ – ヴィオラ(8-9)
- アーメン・ガラベディアン – ヴァイオリン(8-9)
- ベリ・ガラベディアン – ヴァイオリン(8-9)
- エンドレ・グラナット – ヴァイオリン(8-9)
- ポーラ・ホッチホルター – チェロ(8-9)
- ダン・ハフ – アコースティック12弦ギター(3)、エレクトリック・ギター(6)、マンドリン(1, 11)
- スージー・カタヤマ – チェロ(8-9)
- ピーター・ケント – ヴァイオリン(8-9)
- スティーヴン・キング – アコーディオン(13)
- ナタリー・レジェット – ヴァイオリン(8-9)
- クリス・マクヒュー – ドラム(1-2, 4, 6-8, 10, 12-13)、パーカッション(4, 12)
- ロバート・マツダ – ヴァイオリン(8-9)
- スティーヴ・ネイサン – ピアノ(8)
- ジミー・ニコルズ – キーボード(5)、ピアノ(11)、シンセサイザー・ストリングス(9)
- サラ・パーキンス – ヴァイオリン(8-9)
- ボブ・ピーターソン – ヴァイオリン(8-9)
- スティーヴ・リチャーズ – チェロ(8-9)
- ジミー・リー・スロアス – ベース・ギター(1-2, 4, 6-8, 10, 12-13)
- ダン・スミス – チェロ(8-9)
- チャールズ・ステギマン – ヴァイオリン(8-9)
- レイチェル・ステギマン – ヴァイオリン(8-9)
- ルディ・スタイン – チェロ(8-9)
- ラッセル・テレル – バック・ヴォーカル(1-3, 5-7, 9-10, 13)
- クリス・シーリ – マンドリン(9)
- キース・アーバン – バンジョー(2, 4, 6-7, 11-13)、イーボウ(1, 5)、アコースティック12弦ギター(3)、アコースティック・ギター(1-7, 9-13)、エレクトリック・ギター(1-7, 9-12)、ハンド・クラッピング・マンドリン(7, 13)、スライド・ギター(4)、リード・ヴォーカル(全曲)、バック・ヴォーカル(1-10, 12-13, ハーモニー: 11)
- ジョセフィーナ・ヴァーガラ – ヴァイオリン(8-9)
- イーヴァン・ウィルソン – ヴィオラ(8-9)
- ジョナサン・ユドキン – チェロ(3)、フィドル(1, 13)

## チャート

### アルバム
| Chart (2004)                      | Peak position |
| --------------------------------- | ------------- |
| Australian Albums Chart (ARIA)    | 11            |
| カナダ (Billboard)                | 8             |
| US Billboard 200                  | 3             |
| US Top Country Albums (Billboard) | 1             |

### シングル
| 年                   | 題                       | 最高順位   | 最高順位 | 最高順位 | 最高順位 | 最高順位 | 最高順位 |
| 年                   | 題                       | US Country | US       | US AC    | US Adult | AUS      | NL       |
| -------------------- | ------------------------ | ---------- | -------- | -------- | -------- | -------- | -------- |
| 2004                 | "Days Go By"             | 1          | 31       | —        | —        | 56       | 99       |
| 2004                 | "You're My Better Half"  | 2          | 33       | —        | —        | 34       | —        |
| 2005                 | "Making Memories of Us"  | 1          | 34       | 5        | 22       | 54       | —        |
| 2005                 | "Better Life"            | 1          | 44       | —        | —        | —        | —        |
| 2005                 | "Tonight I Wanna Cry"[A] | 2          | 36       | —        | —        | 72       | —        |
| "—" チャート入りなし |                          |            |          |          |          |          |          |

特記事項
- A: "Tonight I Wanna Cry"は2011年、『Xファクター』オーストラリア版で出場者が演奏後、オーストラリアでチャート入りした[14]。

## 認定
| 国/地域               | 認定        |
| --------------------- | ----------- |
| オーストラリア (ARIA) | 3× Platinum |
| カナダ (Music Canada) | 2× Platinum |
| アメリカ合衆国 (RIAA) | 4× Platinum |

## リリース
| 国             | 日時           | レーベル                 |
| -------------- | -------------- | ------------------------ |
| カナダ         | 2004年9月21日  | キャピトル・ナッシュビル |
| アメリカ       | 2004年9月21日  | キャピトル・ナッシュビル |
| オーストラリア | 2004年11月30日 | キャピトル・ナッシュビル |